# Baliseur

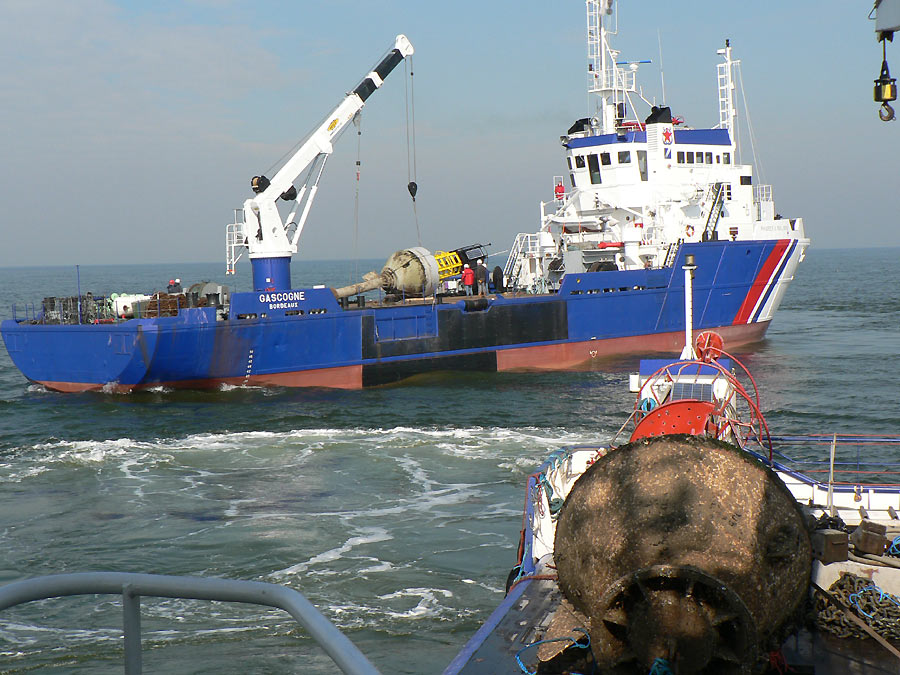
Le baliseur océanique Gascogne des Phares et balises

Un baliseur est un navire utilisé pour la pose et l'entretien des balises et des bouées.

## Les baliseurs en France
En France, ces navires sont mis en œuvre par l'Armement des phares et balises. Ils sont divisés en trois catégories : 5 baliseurs océaniques, 2 baliseurs côtiers et une vingtaine de bateaux de travaux. Cette flotte est en plein renouvellement. Les caractéristiques et missions des nouveaux navires sont les suivantes :

### Baliseurs océaniques
Ils sont chargés de la mise en place et de la maintenance des bouées de fort tonnage. Ils peuvent éventuellement participer au plan Polmar antipollution. Ces navires font environ 50 m de long pour 10 m, disposent d'un système de propulsion avancé (2 propulseurs Voith Schneider, propulseur d'étrave) et peuvent lever des charges importantes (1 grue hydraulique de 12,5 tonnes et 1 treuil hydraulique de 20 000 daN).
Le premier exemplaire d'une nouvelle génération de baliseurs océaniques, l'Augustin Fresnel, est entré en service en 2025. Navire de tête de sa série, il devrait remplacer le Gascogne désarmé fin 2023 et l'Atlantique retiré du service en 2024. Il est long de 54 mètres pour une largeur de 12,7 mètres et un tirant d'eau de 3 mètres. Son déplacement en charge est de 1 200 tonnes. Équipé d'une grue et deux treuils, ses moyens de relevage permettent de soulever à 10 mètres de distance une masse de 15 tonnes ayant un volume d'une vingtaine de m³. Le pont de travail à l'arrière a une superficie de 310 m². Le navire peut atteindre une vitesse de 13 nœuds grâce à une propulsion diesel-électrique reposant sur deux moteurs de 830 kW. Il dispose d'une autonomie de 14 jours. Sa manœuvrabilité poussée pour les opérations délicates du balisage repose sur deux propulseurs azimutaux à l'arrière et deux propulseurs en tunnel à l'avant. L'équipage est de 10 à 12 marins, mais le navire peut héberger 8 personnes supplémentaires. Le navire est conçu pour réduire son empreinte sur l'environnement. Il dispose d'un parc de batteries lithium-ion, d'une capacité de 720 kWh, qui lui permet de faire face aux fluctuations importantes de puissance nécessaire durant les opérations de balisage sans solliciter ses moteurs Diesel. Cette capacité de stockage électrique comprend également une pile à combustible de 70 kW (une deuxième pile est prévue à terme) alimentée par un réservoir d'hydrogène. À terme le navire pourra rester opérationnel au mouillage ou se déplacer à faible vitesse durant 15 heures sans faire appel à ses moteurs Diesel. 40 m² de panneaux photovoltaïques situés sur la passerelle contribuent également à l'alimentation électrique.

### Baliseurs côtiers
Ils sont principalement chargés de la mise en place et de la maintenance des bouées jusqu’à 4 tonnes ainsi que de l'entretien des établissements de signalisation maritime sur support fixe (tourelles, perches). D'une longueur de 30 m pour une largeur de 8 m ils sont motorisés comme les baliseurs océaniques par des propulseurs Voith Schneider avec un propulseur d'étrave, et lèvent les charges avec une grue hydraulique de 36 tonnes et un treuil hydraulique de 18 000 daN. Antérieurement existaient aussi quelques vedettes de balisage (comme l'Esquina, en activité dans le port de Dunkerque jusqu'en 1994, aujourd'hui remisé et visible dans son Musée portuaire)

### Bateaux de travaux
Ils sont principalement chargés de la mise en place et maintenance des bouées jusqu’à 1,3 tonne. D'une longueur de 17 mètres pour une largeur de 6,5 m ils disposent d'une propulsion conventionnelle et sont équipés d'une grue hydraulique de 7,5 tonnes et d'un treuil de 3 000 daN.
Sur tous ces navires, la zone de travail se situe à l'arrière, alors que dans la génération précédente elle était située à l'avant.

## Galerie

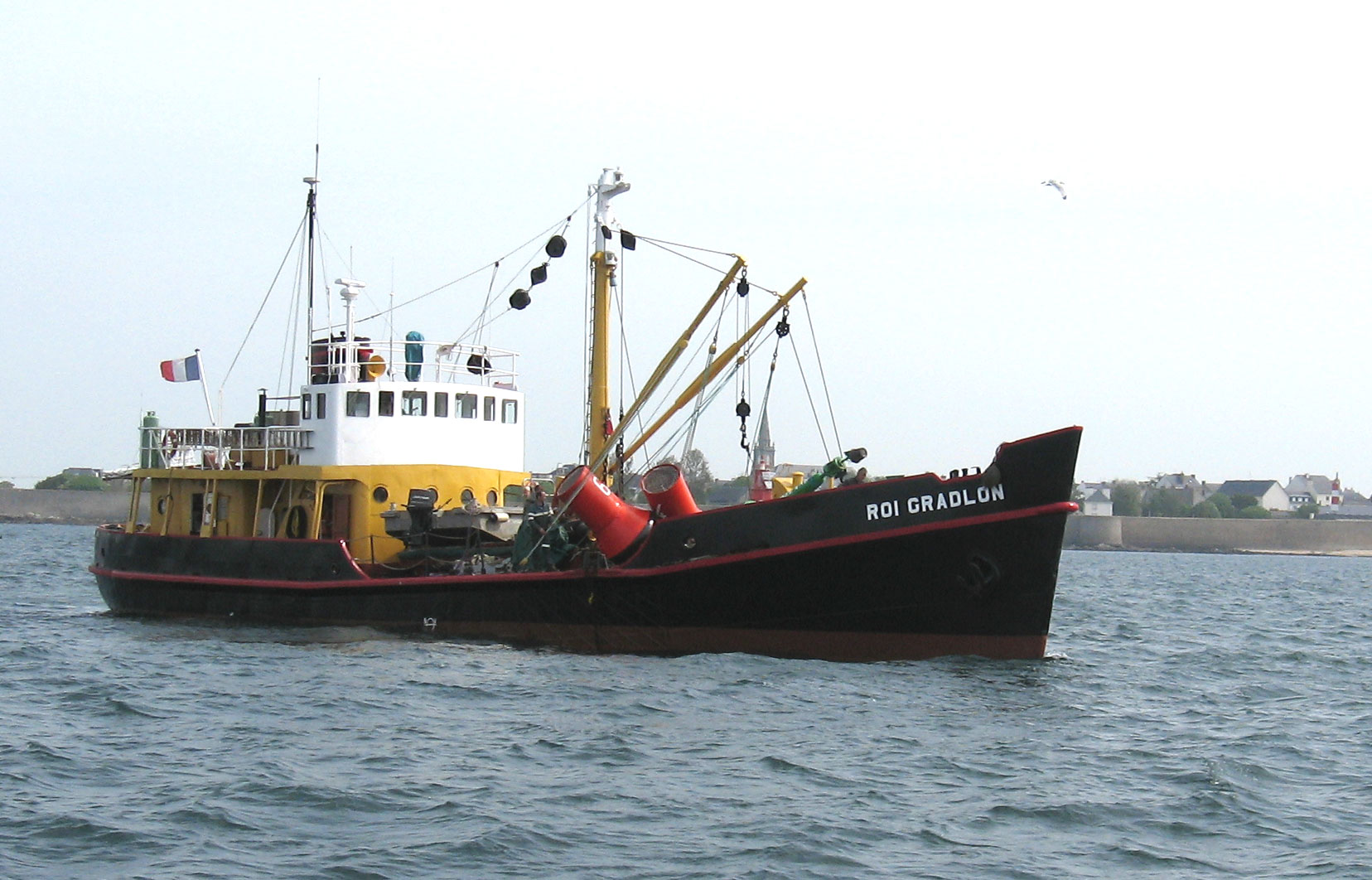
Le baliseur côtier Roi Gradlon (ancienne génération) en train de relever des bouées du chenal de Lorient, France
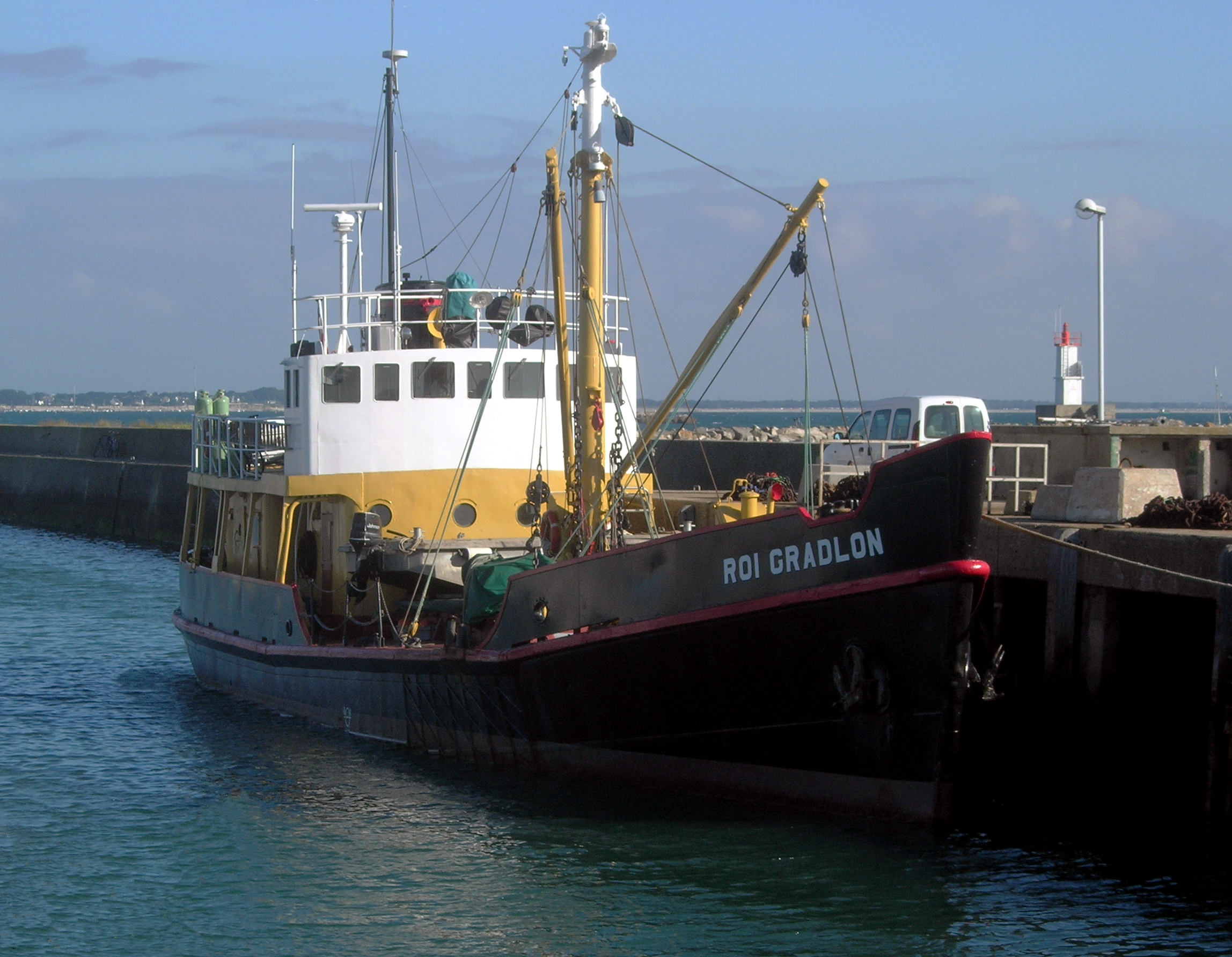
Roi Gradlon à port-Haliguen
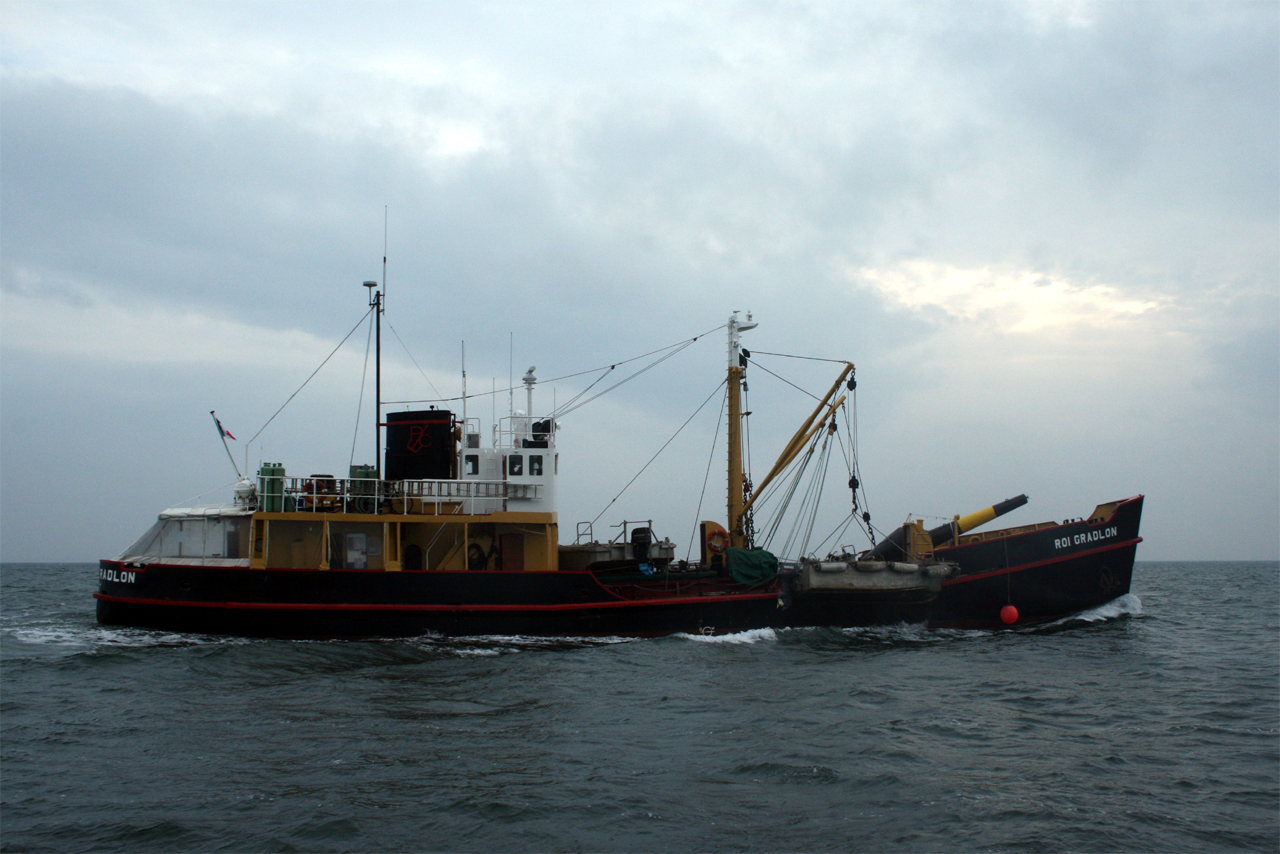
Roi Gradlon
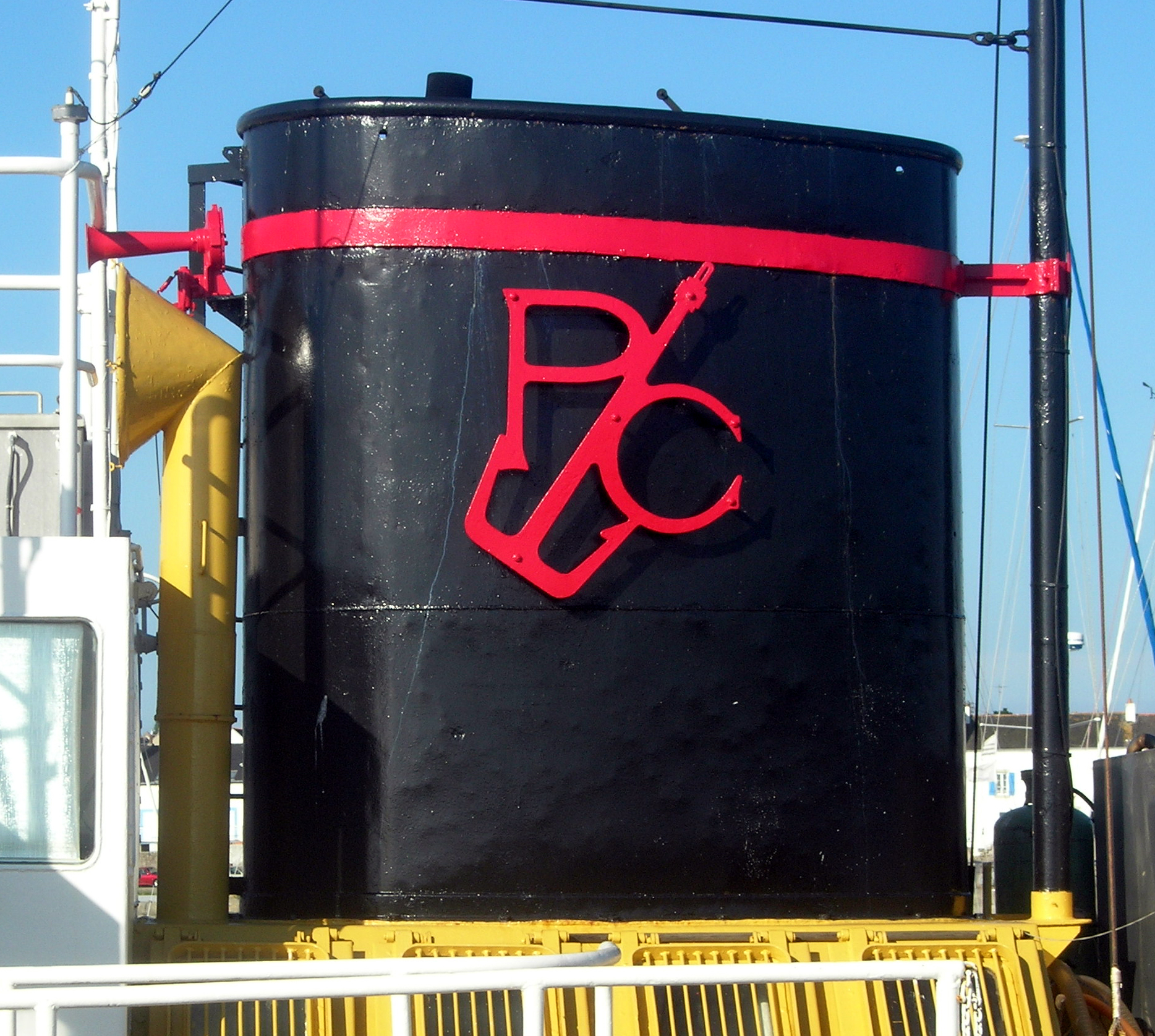
Emblème des Ponts et Chaussées sur la cheminée du Roi Gradlon
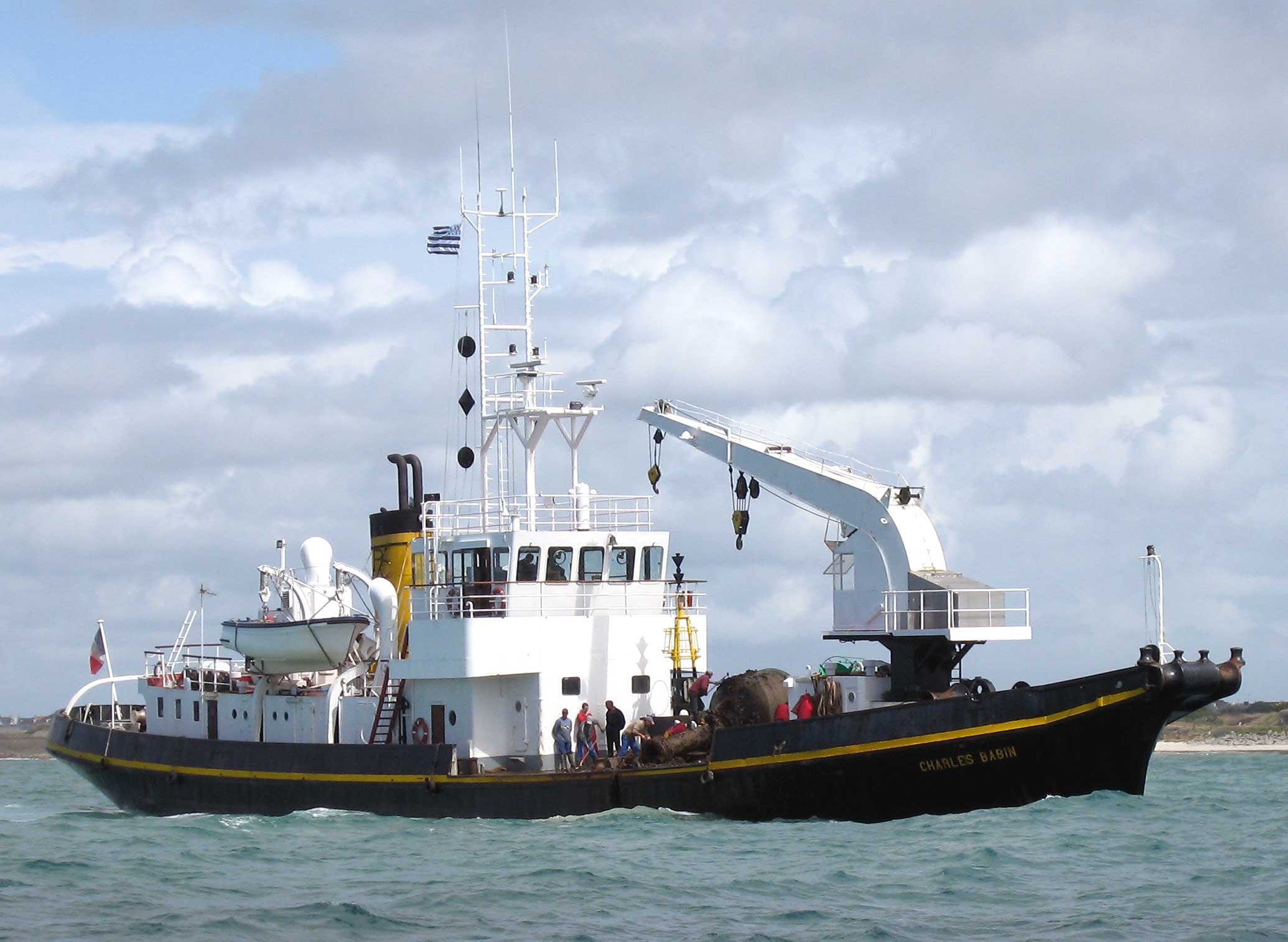
Le baliseur océanique ancienne génération Charles Babin
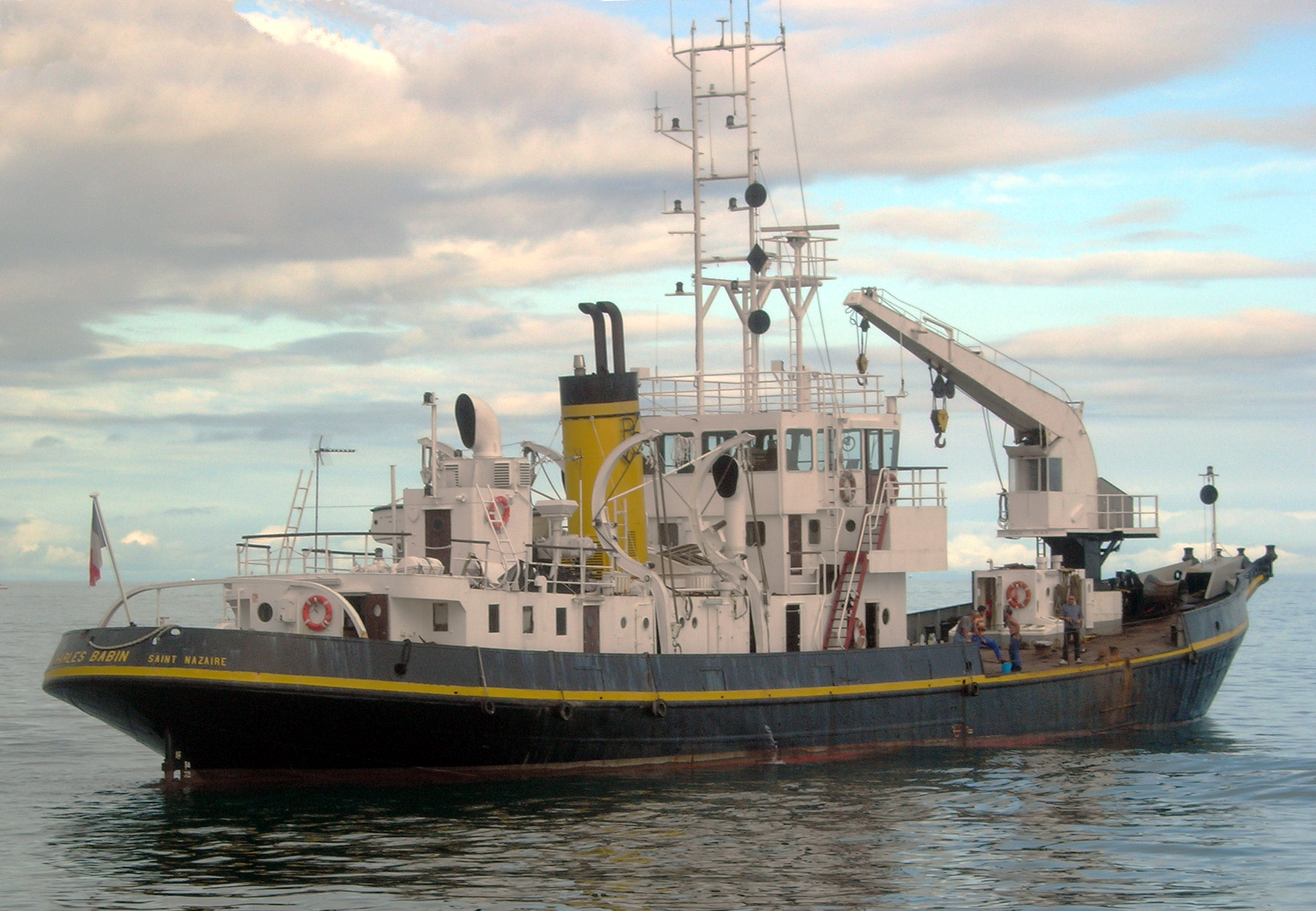
Charles Babin dans la baie de Quiberon
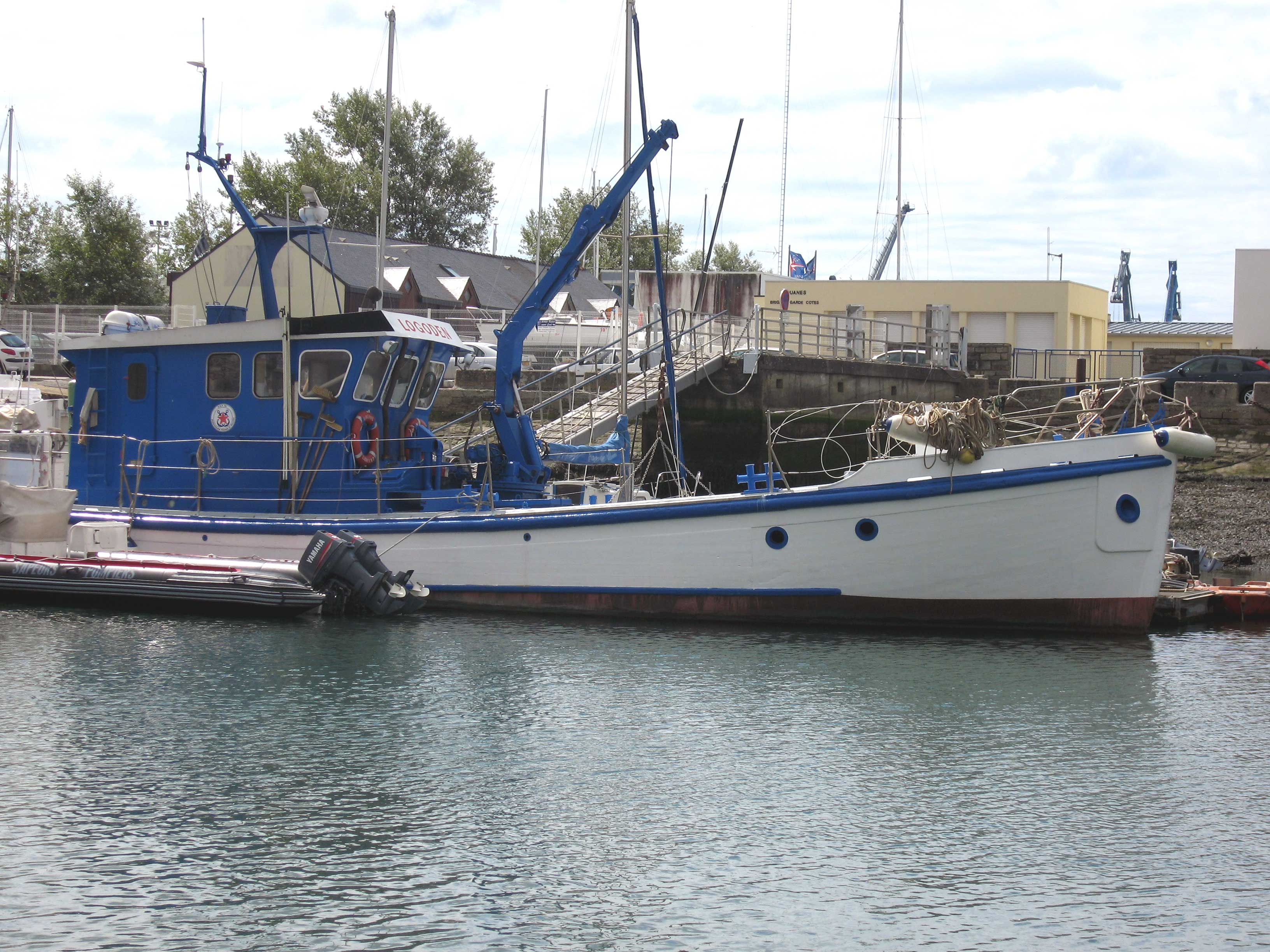
Le Logoden bateau de travail ancienne génération
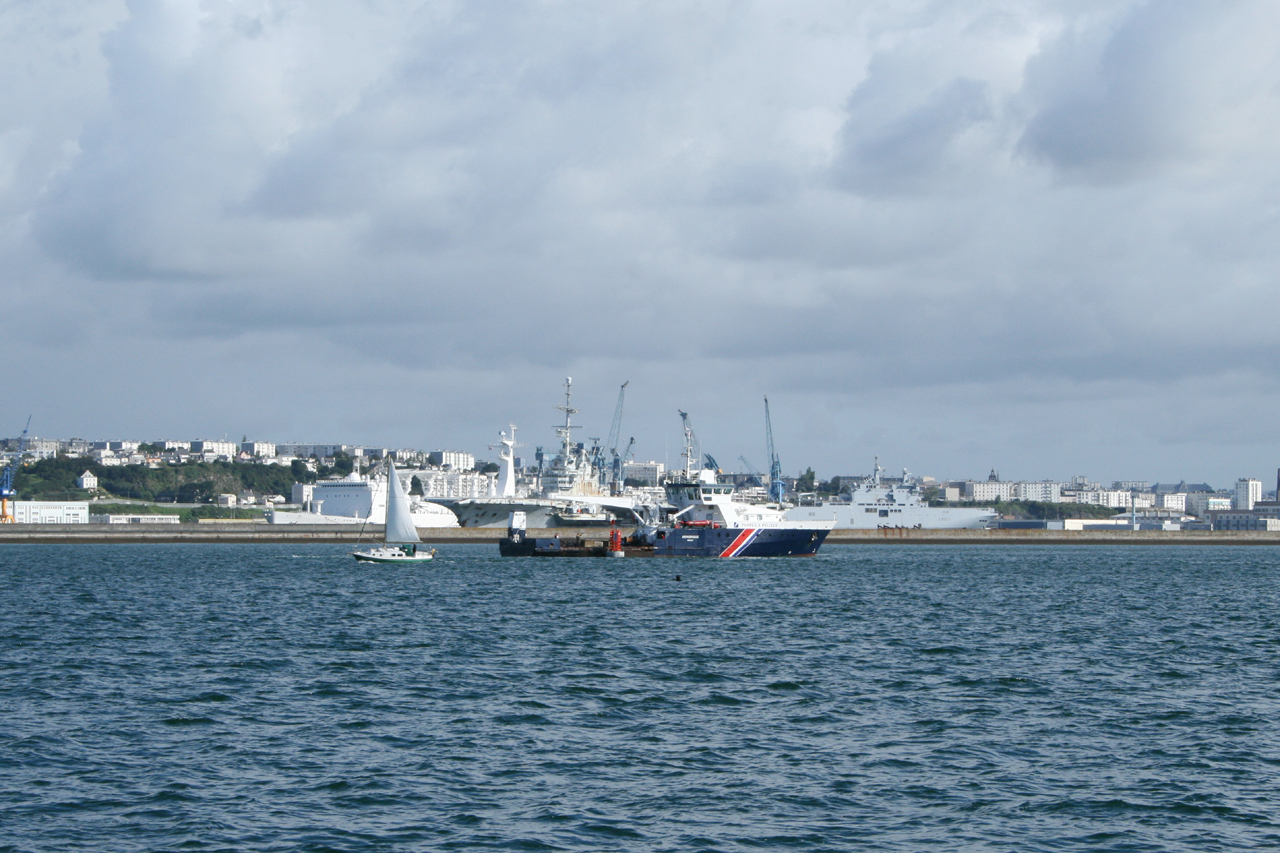
L'Armorique dans le goulet de Brest
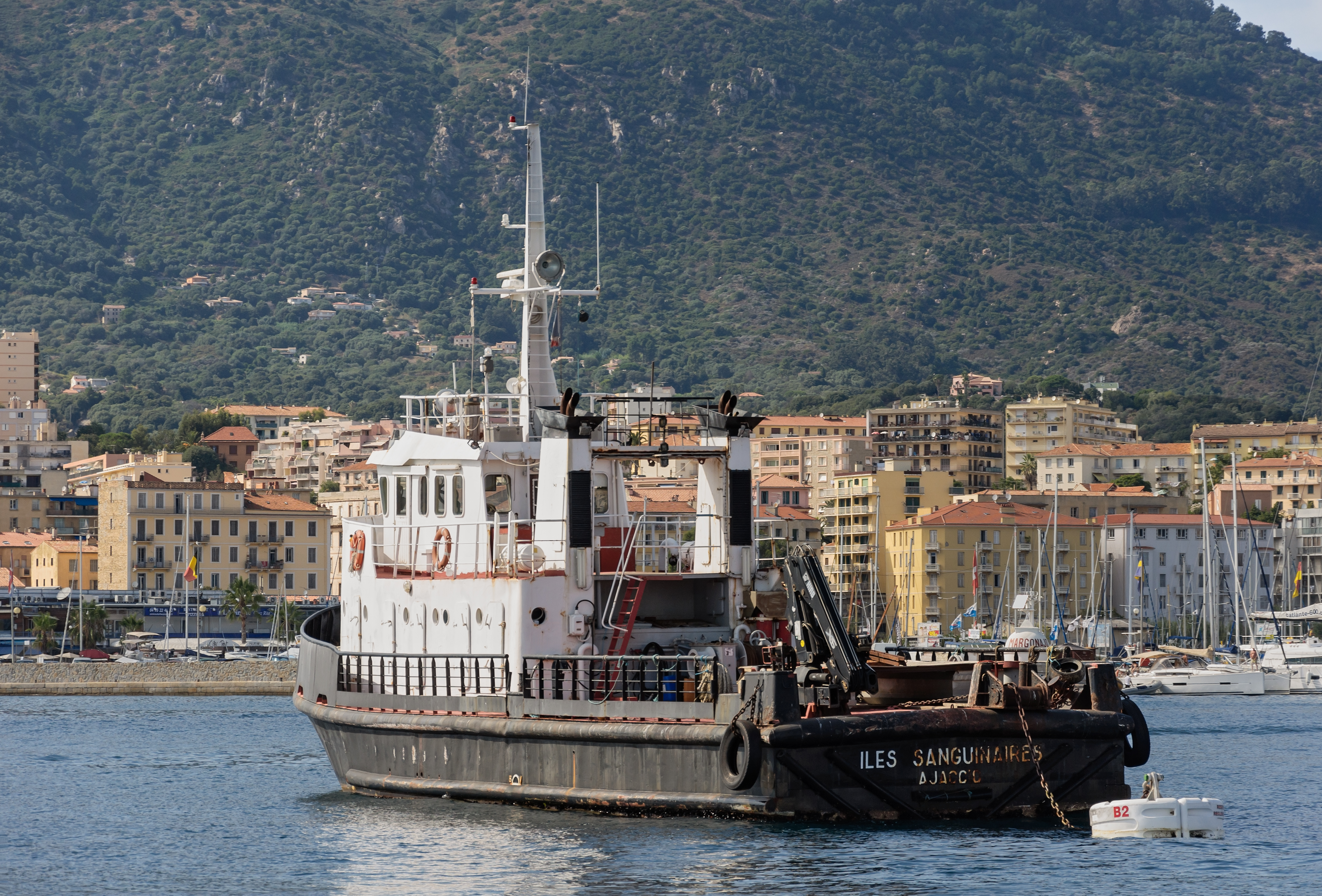
Le baliseur côtier Îles Sanguinaires amarré à Ajaccio